# Unitopia
Unitopia ist eine australische Band, die Progressive Rock mit Einflüssen aus World Music, Klassik, Jazz, Heavy Rock und Groove mischt.

## Geschichte
Mark Trueack und Sean Timms lernten sich über einen gemeinsamen Freund kennen. Sie bemerkten, dass sie beide einen ähnlichen Musikgeschmack hatten. Im Jahre 1996 begannen sie mit der Arbeit an einem Lied, das später Take Good Care werden sollte. Daraus entwickelte sich eine Partnerschaft, aus der das Debütalbum More Than a Dream hervorging. Unterstützt wurde das Album auch von Dirigent Timothy Sexton und dem Adelaide Art Orchestra, Pat Schirippa, Constantine Delo, Bradley Polain und Ian „Polly“ Politis.
Es wurde im Oktober 2005 veröffentlicht. Live-Auftritte in Australien (u. a. als Support für Daryl Braithwaite) folgten. Im März 2006 wurde More Than a Dream auf dem kanadischen Label Unicorn Records international wiederveröffentlicht.
Das Line-Up der Band änderte sich zu dieser Zeit häufig. Trueack und Timms wollten jedoch eine homogene Band haben und engagierten daraufhin Matt Williams (Gitarre, Gesang), Monty Ruggiero (Schlagzeug), Shireen Khemlani (Bass) und Tim Irrgang (Percussion) aus Adelaide. Trueack und Timms schrieben anschließend neue Songs für das zweite Album The Garden. Im Februar 2008 unterschrieb Unitopia einen Vertrag bei Shock Music Publishing und im August 2008 einen Vertrag über drei Alben mit InsideOut Music.
Am 18. November 2008 veröffentlichte InsideOut Music das zweite Unitopia-Album The Garden. Dabei handelte es sich um eine Doppel-CD mit 15 Titeln.
Shireen Khemlani verließ 2009 die Band. Gleichzeitig kamen Shaun Duncan am Bass und Peter Raidel am Saxophon zu Unitopia. Kurz darauf wurden diese jedoch durch Craig Kelly (Bass) und Daniel Burgess (Saxophon) ersetzt.
Am 4. Mai 2010 erschien das dritte Album Artificial, ein Konzeptalbum mit 10 Titeln. Mit Nothing Lasts Forever enthält das Album auch eine Hommage an die Beatles.  Musikalisch im Stil der Produktionen von George Martin gehalten, ahmt die Band den Beatles-Stil nach, ohne die Beatles-Songs jedoch einfach zu kopieren.
Im Anschluss tourte die Band auch durch Europa, wo sie u. a. in Deutschland und Holland zu sehen waren. Das Live-Konzert in Holland ist im Oktober 2011 auch auf DVD erschienen.
Im Jahr 2012 erschien Covered Mirror Vol. I – Smooth as Silk, ein Album mit Liedern anderer Künstler, die Unitopia beeinflusst haben. Es finden sich darauf z. B. Titel von Led Zeppelin, Genesis, Yes, Marillion, Supertramp, Alan Parsons Project und The Flower Kings.
Am 25. Januar 2014 gab Sean Timms, trotz eines bereits im Herbst 2013 angekündigten Albums Turn Left, die Auflösung des „Projekts Unitopia“ bekannt.
Am 20. Januar 2017 sprachen Trueack und Timms in einem Skype-Interview mit Marty Dorfman in seiner Sendung „the progressive coffeehouse“ über eine erneute Zusammenarbeit. Das Projekt soll „U.N.I.T. db“ heißen.
2023 erschien das Doppelalbum Seven Chambers. Beteiligt waren Mark Trueack, Sean Timms, John Greenwood, Steve Unruh, Alphonso Johnson, Chester Thompson und Brody Green.

## Rezensionen

### The Garden
- Review Busters lobte The Garden als „[…] Prog-Musik, die leicht verdaulich ist und dennoch alles bietet, was man jemals von einem Prog-Album erwarten würde.“[3]

### Artificial
- Für Prog-nose.org ist „Artificial […] eines der besten Alben des Jahrzehnts. […] Unitopia haben soeben ihren zweiten Klassiker veröffentlicht.“[4]
- Geoff Feakes bekennt auf dprp.net: „Keine Frage: für mich ist [Artificial] das Beste, was es derzeit auf dem Markt gibt.“[5]

## Cover-Artwork
Seit dem zweiten Album The Garden ist Ed Unitsky für das Artwork der Unitopia-Alben verantwortlich. Er hat auch Cover für The Flower Kings und The Tangent erstellt.

## Diskografie

### Studioalben
- 2005: More Than a Dream
- 2008: The Garden
- 2010: Artificial
- 2012: Covered Mirror Vol. I – Smooth as Silk
- 2023: Seven Chambers

### Livealben
- 2011: One Night in Europe
- 2023: Alive And Kicking

### Videos
- 2011: One Night in Europe

## Nach Unitopia

### United Progressive Fraternity
Trueak, Williams, Hopgood und Irrgang formierten sich bereits Ende März 2014 mit Ian Ritchie und Guy Manning (u. a. von The Tangent) zu der Band „United Progressive Fraternity“ (UPF). Die Band war wieder bei InsideOut Music unter Vertrag und ihr erstes Album „Fall in love with the world“ erschien am 7. November 2014. Es enthält Gastauftritte von Steve Hackett (Ex-Genesis) und Jon Anderson (Ex-Yes). Stilistisch führt die Band den eingeschlagenen Weg von Unitopia fort. Ein weiteres Album namens „The Hope“ war ursprünglich für 2016 in Planung. Nach mehreren Verzögerungen und Umbenennungen wurde dies zum Zyklus „Planetary Overload“ mit den zwei Alben Planetary Overload Part 1: Loss (erschienen am 19. April 2019 auf neuem Label Giant Electric Pea) und Planetary Overload Part 2: Hope (geplanter Erscheinungstermin 2019 oder 2020). Ed Unitsky ist weiterhin für das Cover-Artwork zuständig.

### Southern Empire
Das Debüt-Album von Timms neuer Band Southern Empire erschien am 22. Februar 2016. Für Ende 2017 ist eine Europatournee geplant.